# 上杉利右衛門
上杉 利右衛門（うえすぎ りえもん、旧姓・村上、前名・輝三、1884年〈明治17年〉7月 - 没年不明）は、日本の実業家。

## 経歴
兵庫県・村上長次郎の三男。先代・利右衛門の養子となり、1918年、家督を相続し前名・輝三を改め襲名した。武庫銀行に入り、本庄支店長及び芦屋支店長、本店総務部長に進み、傍ら八馬汽船取締役を兼ねた。同行取締役に就任。
また南大阪田園都市、国際セルロイド、宝塚土地、宝梅商事、戊辰土地各取締役、多聞土地顧問、多聞酒造監査役などをつとめた。

## 人物
趣味は園芸。宗教は真宗。住所は兵庫県西宮市久保町。

## 家族・親族
上杉家
- 養父・利右衛門[5]
- 妻・てい（1890年 - ?、養父・利右衛門の長女）[1][4]
- 女・愛子（1910年 - ?）[1]
- 二女・千鶴子（1913年 - ?）[5]
- 女（1916年 - ?）[1]
- 四女（1925年 - ?）[1][4]
- 男（1923年 - ?）[3]
- 三男（1929年 - ?）[1][4]